# 아비

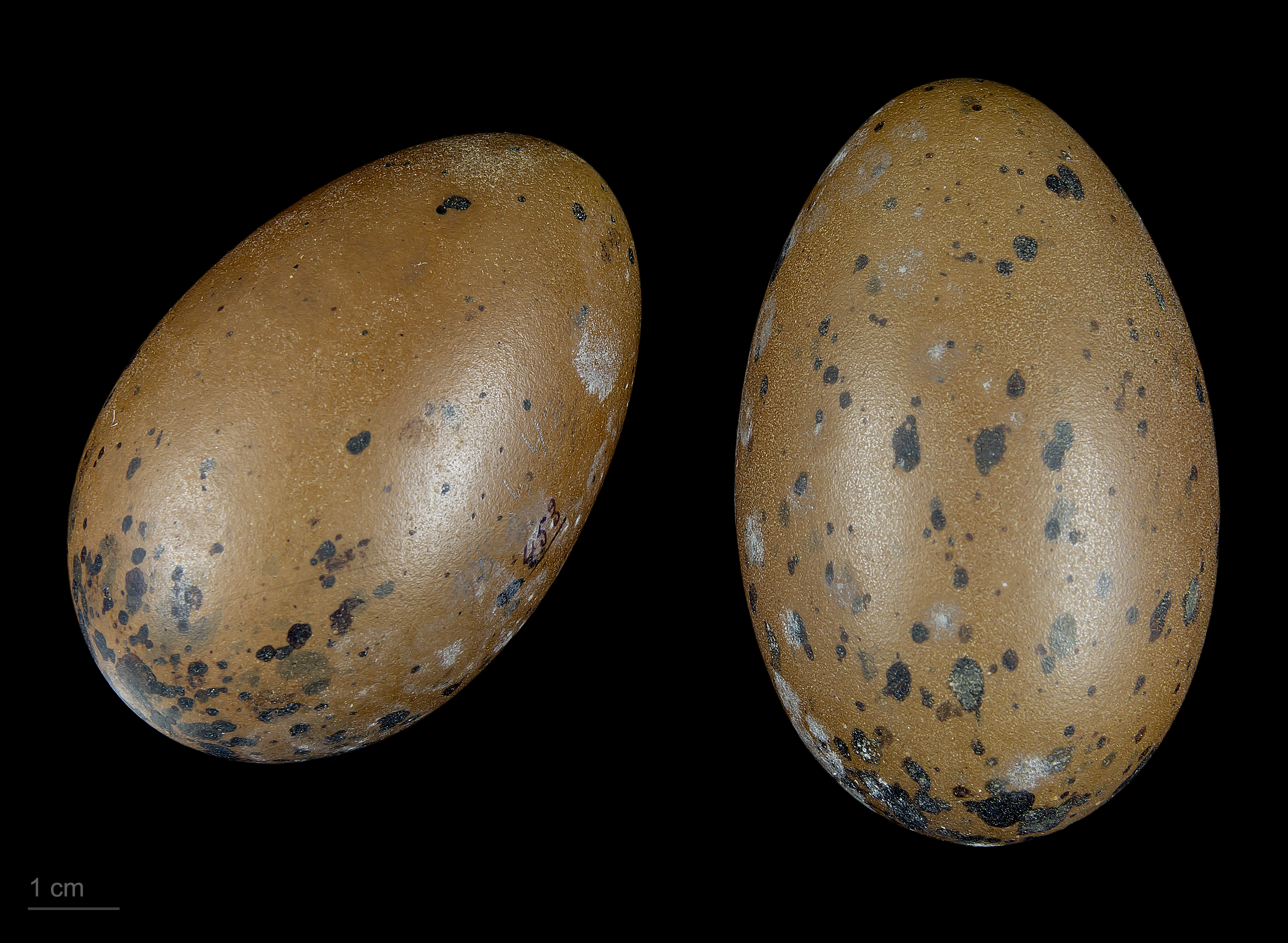
Gavia stellata

아비(阿比)는 아비목 아비과에 속하며 학명은 Gavia stellata이다. 날개길이는 25-29.5cm, 꼬리길이는 5-5.3cm 정도이다. 이마와 머리 위는 어두운 회색이다. 머리옆·눈앞·귀깃·뺨·턱밑·멱은 회색이고 뒷머리와 뒷목은 녹색을 띤 검은색으로 흰색의 세로줄이 여러 개 있다. 등은 검은 갈색으로 녹색 금속 광택이 있으며, 각 깃털 중앙은 어두운 색이고 깃 가장자리는 잿빛 갈색이다. 겨울철 바다에서 단독 또는 무리를 지어 헤엄치며 잠수하면서 먹이를 찾는다. 날 때에는 목을 몸의 선보다 다소 낮게 곧바로 앞을 향하여 뻗으며 날개를 작게 펄럭여서 저공으로 직선 비상을 한다. 날개는 짧지만 나는 속도는 빠르다. 해안 부근의 호수나 습지 등의 초지에서 번식하는데, 둥지는 물가 주변의 땅이나 오목한 곳에 만든다. 산란기는 6-7월 사이이고, 한배에 두 개씩 낳는다. 알은 품은 지 24-28일이면 부화한다. 주로 물고기를 잡아먹으며, 게·조개 등도 먹는다.